# Federação Portuguesa de Natação
Die Federação Portuguesa de Natação (FPN) ist der Dachverband für Schwimmsport in Portugal. Die FPN hat ihren Sitz im Sportkomplex Complexo do Jamor in Cruz Quebrada, eine Gemeinde im Kreis Oeiras nahe der Hauptstadt Lissabon.
Von 2004 bis 2013 war der olympische Schwimmer und portugiesische Rekordhalter Paulo Frischknecht Präsident der PFN, seither steht António José Silva dem Verband vor.
Die FPN gehört u. a. dem Weltverband Fédération Internationale de Natation (FINA), dem europäischen Verband Ligue Européenne de Natation (LEN), dem Dachverband Confederação do Desporto de Portugal und dem Comité Olímpico de Portugal, dem Nationalen Olympischen Komitee Portugals an. 379 portugiesische Sportvereine sind Mitglied in der FPN (Stand September 2015).
Einige internationale Schwimmveranstaltungen fanden in Portugal statt, darunter die Kurzbahneuropameisterschaften 1999. Seit 2009 richtet die Stadt Coimbra mit dem Torneio Internacional de Águas Abertas do Mondego einen internationalen Freiwasserschwimmwettbewerb im Fluss Mondego aus.

## Geschichte

### Vorgeschichte

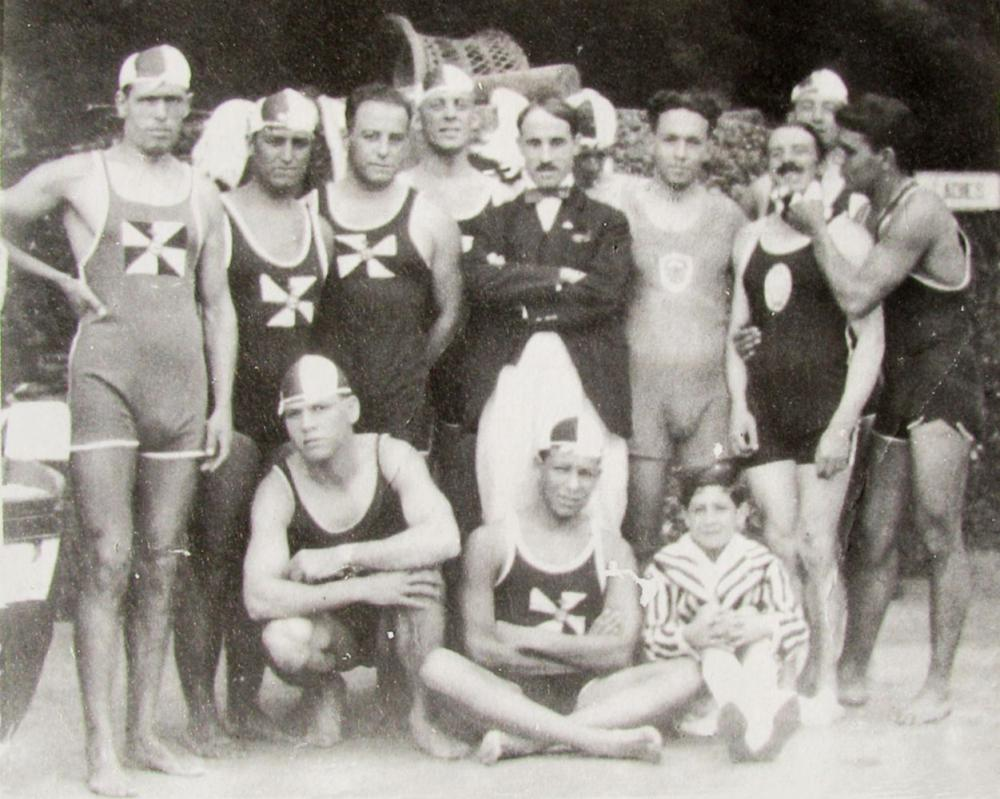
Travassos Lopes auf Madeira (1924), mit lokalen Schwimmern und Gastschwimmer aus Lissabon

Die Ursprünge der FPN gehen zurück auf die erste portugiesische Schwimmmeisterschaft, die der Verein Real Ginásio Clube Português aus Lissabon am 14. Oktober 1906 veranstaltete. So sahen die Statuten der Meisterschaft eine Teilnahme aller interessierten portugiesischen Vereine vor, aus denen zudem Vertreter in der Jury der Meisterschaft vertreten sein sollten. In einer Zusammenkunft 1907 schlug der Vertreter des Real Velo Clube do Porto aus Porto dann mit der Liga de Natação die Schaffung eines Landesverbands vor, die noch im gleichen Jahr gegründet wurde. Gründungsmitglieder waren eine Reihe Lissabonner Vereine, aber auch Klubs wie der Real Velo Club do Porto, der Club Mário Duarte aus Aveiro, Naval 1º de Maio und der Ginásio Clube Figueirense. Die wichtigsten Wettbewerbe waren die ab 1907 regelmäßig veranstaltete Tejo-Überquerung, der Wettkampf Lissabon-Porto mit der Taça Leixões (am Hafen Porto de Leixões), und Veranstaltungen in Porto, Póvoa de Varzim und Figueira da Foz.
Im Verlauf der gesellschaftlichen Umbrüche nach der Ausrufung der Portugiesischen Republik 1910 beendete die Liga ihre Tätigkeiten. Das allgemeine Interesse an Schwimmen nahm in Folge der ersten offiziellen portugiesischen Teilnahme an Olympischen Spielen in Stockholm 1912 jedoch wieder zu. 1920 versuchten Aktive aus Lissabon und Porto die Taça Leixões wiederzubeleben. Aus diesen Kontakten resultierte die Gründung der Liga Portuguesa dos Clubes de Natação, einem deutlich professioneller organisierten Dachverband, mit regelmäßigen Generalversammlungen und Jahresberichten, einem Hauptsitz in Lissabon und Niederlassungen in Porto und Figueira da Foz. Der Verband konnte jedoch keinen entscheidenden Einfluss entwickeln. Auch nach der Umbenennung in Liga Portuguesa dos Amadores de Natação (dt.: Portugiesische Liga der Schwimmamateure) im Jahr 1925 und kurzzeitigen weiteren Niederlassungen in Viana do Castelo und Setúbal wurden die weiter zunehmenden Schwimmwettbewerbe im ganzen Land ohne Beteiligung der Liga veranstaltet. 1926 gründete sich zudem mit der Federação Portuguesa de Natação (Amador) ein weiterer Landesverband, der in starker Opposition zur Liga stand. Grund waren starke Differenzen zwischen verschiedenen Fraktionen unter den Mitgliedsvereinen. Auslöser war der Sporting Clube de Portugal (Sporting), der in dem Jahr einen ungarischen Wasserballspieler unter ungeklärter Sachlage der Statuten einsetzte, woraufhin eine Reihe Vereine den neuen Verband gründeten, nachdem die Liga das Vorgehen Sportings nicht sanktioniert hatte.

### Seit Gründung

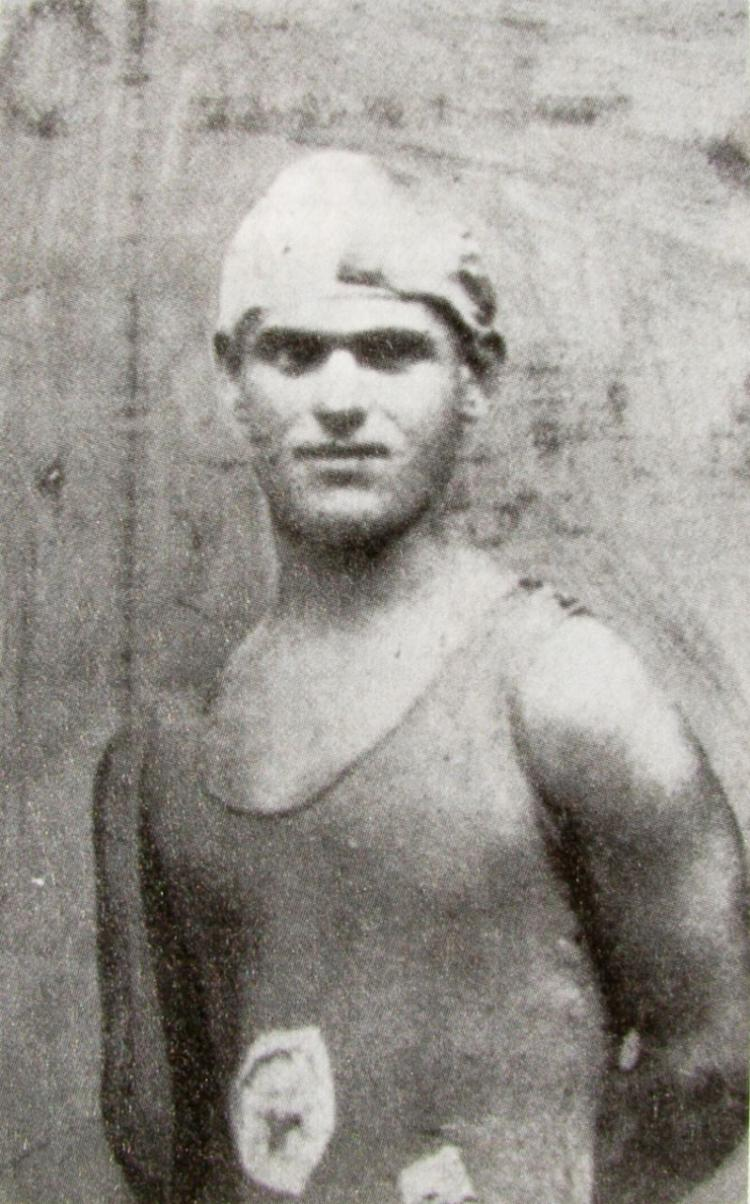
Manuel "Preto" Gonçalves, Meisterschwimmer von Madeira (1940)

Es folgten eine lange Reihe Vermittlungsversuche, zu nennen insbesondere die Cândido de Oliveiras. Es kam schließlich zu einer Einigung, und am 19. Oktober 1930 gründete sich der bis heute bestehenden Dachverband FPN. Die Gründungserklärung wurde von allen 21 Abgeordneten der 14 Gründungsvereine unterzeichnet. Den Vorsitz der Verbandsversammlung nahm vereinbarungsgemäß Sporting ein, während dem Sport Algés e Dafundo (SAD) die Verbandsleitung anvertraut wurde. Parallel nahmen in Lissabon und Porto die ersten zwei Regionalverbände der FPN ihre Tätigkeit auf.
Im gleichen Jahr eröffnete SAD das erste Schwimmstadion im Land, und sein Sportler Hermano Patrone wurde der bekannteste Schwimmer, Turmspringer und Wasserballspieler im Land. In den 1930er Jahren gründeten sich weitere Regionalverbände (Figueira da Foz, Coimbra und Aveiro), 1941 kam Madeira dazu, danach weitere. 1953 nahm die FPN mit den Verbänden von Quelimane und Lourenço Marques in Mosambik erstmals Regionalverbände der Portugiesischen Kolonien auf, der weitere folgten, zuerst der von Luanda in Angola. Aus den Kolonien blieben die mosambikanischen Schwimmer dabei besonders erfolgreich.
Die Vorherrschaft des Klubs SAD im Wassersport Portugals wurde erst ab 1969 durch Académica de Coimbra gebrochen, dem Studentenklub aus der Universitätsstadt Coimbra. Nach Coimbra baute auch der FC Porto ein Hallenbad, und auch auf Madeira und in anderen Orten im Land entstanden nun einige Hallenbäder, so dass der Schwimmsport sich weiterentwickelte, insbesondere durch die einsetzenden Förderungen durch die neue demokratische Regierung nach der Nelkenrevolution 1974. Zählte die FPN Anfang der 70er Jahre noch wenige hundert Mitglieder, so waren 1981 bereits 2182 Schwimmsportler in der FPN registriert.
Paulo Frischknecht gewann 1976 die erste portugiesische Medaille (Bronze bei der Jugend-EM 1976) und war mit Rui Abreu Teilnehmer der Portugiesischen Olympiamannschaft 1976 und 1980. 1983 fand mit der Taça Latina (in Anlehnung an den Fußballpokal Taça Latina) erstmals eine international bedeutende Schwimmveranstaltung in Portugal statt.

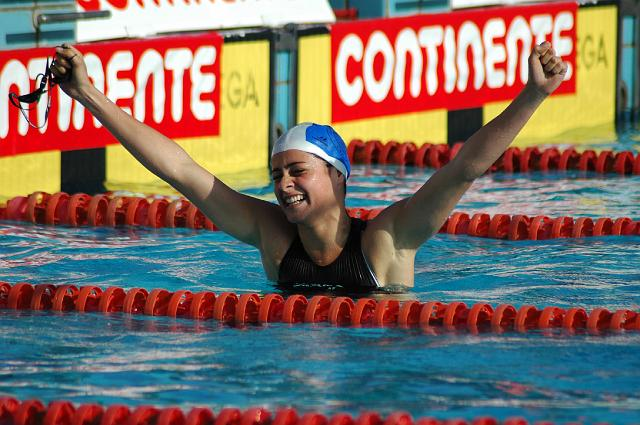
Nuno Almeida beim Schwimmmeeting in Porto 2007

In den 1990er Jahren entstanden in Portugal eine Vielzahl neuer Schwimmanlagen, im Zuge des Wirtschaftsbooms des Landes. Der Verband durchlief parallel eine Umstrukturierung in mehreren, teils krisenhaften Wellen, um sich den neuen Gegebenheiten des Sports und den gewachsenen Anforderungen an den Verband im Land anzupassen. Portugiesischen Schwimmern gelangen seither eine Reihe Medaillengewinne, insbesondere bei den Jugend-EMs, jedoch nicht bei Weltmeisterschaften oder Olympischen Spielen, und nur selten bei europäischen Meisterschaften. Bei den Kurzbahneuropameisterschaften 1999 in Lissabon gelangen José Couto zwei Medaillengewinne.

## Persönlichkeiten
- Hermano Patrone (1909–1999), Schwimmer, Wasserballspieler und Trainer
- Rui Abreu (1961–1982), nationaler Rekordhalter und Olympiateilnehmer 1976 und 1980
- Paulo Frischknecht (* 1961), nationaler Rekordhalter und Olympiateilnehmer 1976 und 1980, später Verbandspräsident

## Organisation

### Aktivitäten

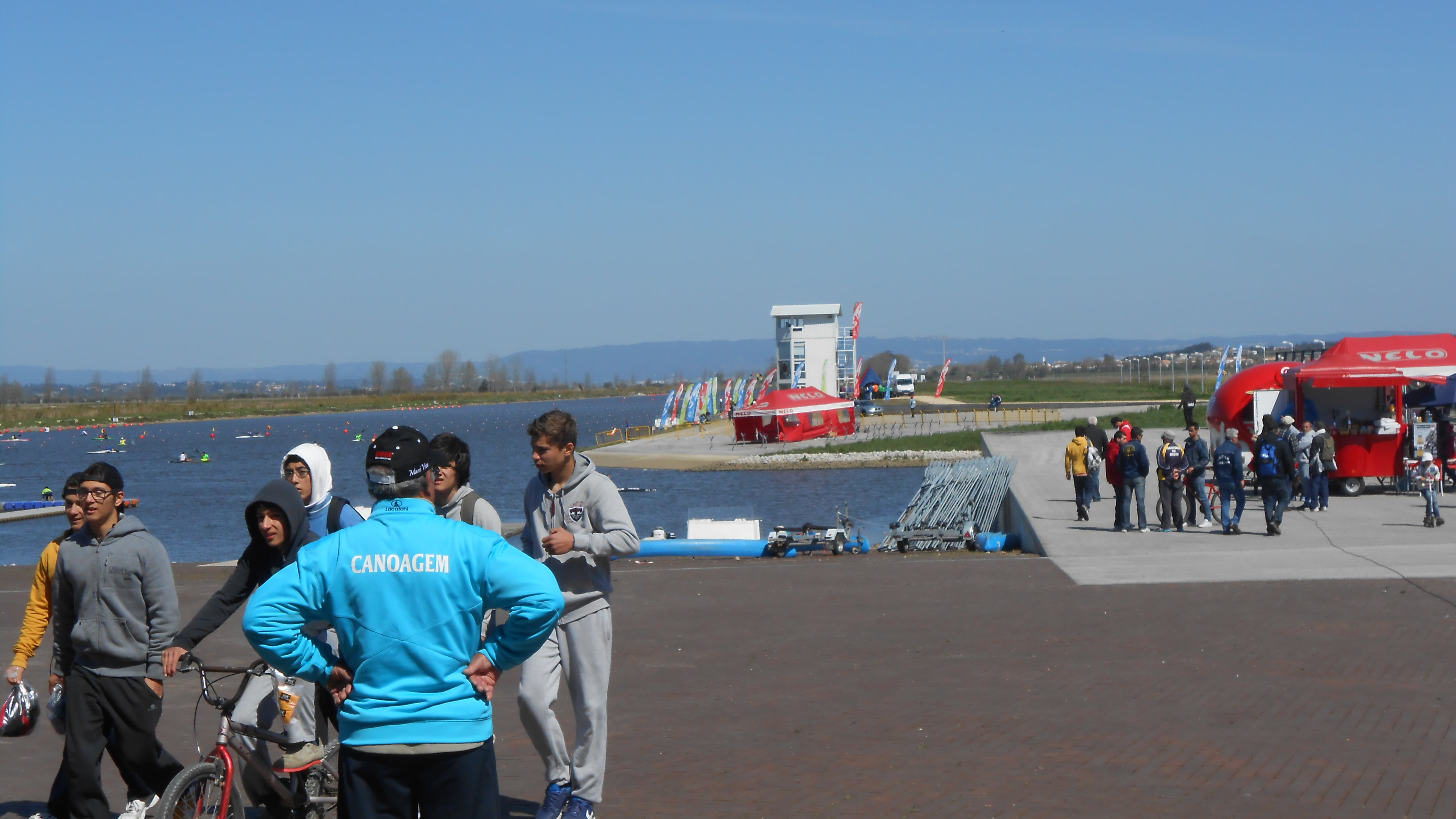
Am Centro Náutico in Montemor-o-Velho, u. a. Leistungszentrum der FPN (für Freiwasserschwimmen)

Die FPN repräsentiert die olympischen und paralympischen Sportarten Schwimmen, Wasserspringen, Synchronschwimmen, Wasserball und Freiwasserschwimmen. Daneben organisiert die FPN die Teilnahme portugiesischer Nationalmannschaften an anderen internationalen Wettbewerben, veranstaltet internationale Wettbewerbe und Landesmeisterschaften, und fördert den Breitensport. Zudem arbeitet der Verband verstärkt mit öffentlichen Stellen im Schwimmunterricht zusammen.
Zu den Landesmeisterschaften der FPN zählen auch die Vereinsmeisterschaften im Wasserball. Der bedeutendste Wettbewerb sind mit dem Campeonato Nacional da Primeira Divisão die beiden Erstliga-Wettbewerbe für Männer und für Frauen, und die beiden Landespokale Taça de Portugal für Männer und für Frauen.
Der portugiesische Schwimmverband unterhält zwei Leistungszentren (Centro de Alto Rendimento, CAR), das CAR Montemor-o-Velho und das CAR Rio Maior. Im CAR Rio Maior fand vom 25. bis 27. September 2015 die zweite Runde der Damen-Qualifikationsgruppe D für die Wasserball-Europameisterschaft 2016 in Belgrad statt.

### Struktur
Präsident ist António José Silva (Stand September 2015). Neben der Verbandsleitung mit Präsident und Vizepräsidenten verfügt der Verband über eine Generalversammlung (Assembleia Geral) und vier weitere Organe:
- Conselho Fiscal (dt.: Aufsichtsrat oder auch Kontrollrat)
- Conselho de Arbitragem (dt.: Schiedsrat)
- Conselho de Justiça (dt.: Rechtsrat)
- Conselho de Disciplina (dt.: Disziplinarrat)

Die FPN unterhält 13 Regionalverbände:
- Associação de Natação da Madeira (Autonome Region Madeira)
- Associação de Natação da Região dos Açores (Autonome Region Azoren)
- Associação de Natação de Aveiro (Distrikt Aveiro)
- Associação de Natação de Coimbra (Distrikt Coimbra)
- Associação de Natação de Lisboa (Distrikt Lissabon)
- Associação de Natação do Alentejo (Region Alentejo)
- Associação de Natação do Algarve (Region Algarve)
- Associação de Natação do Distrito de Leiria (Distrikt Leiria)
- Associação de Natação do Distrito de Santarém (Distrikt Santarém)
- Associação de Natação do Interior Centro (Distrikte Portalegre, Guarda und Castelo Branco)
- Associação de Natação do Minho (Viana do Castelo und Teile des Distriktes Braga)
- Associação de Natação do Norte de Portugal (Distrikt Porto und Teile des Distriktes Braga)
- Associação Regional Natação do Nordeste (Distrikte Vila Real und Bragança)

### Präsidenten
- 1930–1936: Klub Sport Algés e Dafundo
- 1937–1938: Mário Fernando de Oliveira
- 1939–1945: Oliveira Duarte
- 1946: Francisco José da Rosa
- 1947–1948: Gualter José Marques
- 1949–1950: José Dias Pereira
- 1951–1954: Diogo Novaes Puppe
- 1955–1957: José Maria Antunes
- 1958–1964: Joel Pascoal
- 1965–1967: José Maria Antunes
- 1968–1972: Francisco Ferreira Alves
- 1973–1978: Luis Cavaleiro Madeira
- 1979: José Afonso Palla
- 1980–1981: Luis Cavaleiro Madeira
- 1982–1983: Carlos Alves Pinto
- 1984–1991: José Vicente Moura
- 1991–2000: Francisco Alberto Victor Nogueira
- 2001–2004: Isidoro Augusto da Costa Morgado
- 2004–2013: Paulo José Frischknecht
- seit 2013: António José Silva

### Finanzen
Das Geschäftsjahr 2014 schloss die FPN mit einem positiven Saldo von 7.758,98 € ab, nach einem Verlust von 122.763,41 € im Vorjahr.
Damit entspricht die Lage des Verbands der allgemein schwierigen Situation weitgehend aller portugiesischen Sportverbände, die sich bei sinkenden öffentlichen Zuschüssen um steigende Einnahmen und gesteigerte Kostenkontrolle bemühen, in einem wirtschaftlich anhaltend schwierigen Umfeld. Grund ist die rigide Sparpolitik der Regierung und die angespannte wirtschaftliche Gesamtsituation in Portugal in Folge der Eurokrise.
Der FPN ist es dabei jedoch gelungen, den Abwärtstrend zu stoppen im Jahr 2014. Dies gelang durch Gewinnung neuer Sponsoren und durch weitere Kostensenkungen, vor allem aber durch gestiegene öffentliche Zuschüsse für die Vorbereitungen auf Olympia 2016 und für die Durchführung von bezahlten Aufklärungs- und Schwimmunterrichtskampagnen für öffentliche Institutionen.